# Operation: Mindcrime II
| Оценки критиков | Оценки критиков |
| Источник        | Оценка          |
| --------------- | --------------- |
| About.com       | [ 1 ]           |
| Allmusic        | [ 2 ]           |
| Jukebox:Metal   | [ 3 ]           |
| Melodic.net     | [ 4 ]           |
| Sputnikmusic    | [ 5 ]           |
| Stylus Magazine | B−              |

Operation: Mindcrime II — девятый студийный альбом группы Queensrÿche. Является концептуальным альбомом и продолжением альбома 1988 года Operation: Mindcrime, который достиг большого коммерческого успеха. Mindcrime II был выпущен 4 апреля 2006 года в Соединённых Штатах, 29 марта того же года в Японии, 31 марта в Германии и 3 апреля в остальных странах под лейблом Rhino Entertainment. Сингл «I'm American» был исполнен группой во время тура 2005 года, где QR выступали при поддержке Judas Priest.
Альбом дебютировал под номером 14 в чарте Billboard 200, заняв самую высокую позицию со времён альбома Promised Land 1994 года, который занял 3 строчку. Композиции «I'm American» и «The Hands» были выпущены как синглы, на которые сняты видеоклипы.

## Список композиций
| №   | Название                       | Автор(ы)                                  | Длительность |
| --- | ------------------------------ | ----------------------------------------- | ------------ |
| 1.  | «Freiheit Ouvertüre»           | Эдди Джексон, Джейсон Слэйтер, Майк Стоун | 1:35         |
| 2.  | «Convict»                      | Джефф Тейт                                | 0:08         |
| 3.  | «I'm American»                 | Слэйтер, Стоун, Тейт                      | 2:53         |
| 4.  | «One Foot in Hell»             | Слэйтер, Стоун, Тейн                      | 4:12         |
| 5.  | «Hostage»                      | Джексон, Тейт, Майкл Уилтон               | 4:29         |
| 6.  | «The Hands»                    | Слэйтер, Тейт, Уилтон                     | 4:36         |
| 7.  | «Speed of Light»               | Слэйтер, Стоун, Тейт                      | 3:12         |
| 8.  | «Signs Say Go»                 | Слэйтер, Стоун, Тейт                      | 3:16         |
| 9.  | «Re-Arrange You»               | Слэйтер, Стоун, Тейт                      | 3:11         |
| 10. | «The Chase»                    | Слэйтер, Стоун, Тейт                      | 3:09         |
| 11. | «Murderer?»                    | Слэйтер, Тейт, Уилтон                     | 4:33         |
| 12. | «Circles»                      | Джексон, Слэйтер, Тейт                    | 2:58         |
| 13. | «If I Could Change It All»     | Слэйтер, Стоун, Тейт                      | 4:27         |
| 14. | «An Intentional Confrontation» | Слэйтер, Стоун, Тейт                      | 2:32         |
| 15. | «A Junkie's Blues»             | Слэйтер, Стоун, Тейт                      | 3:41         |
| 16. | «Fear City Slide»              | Слэйтер, Стоун, Тейт                      | 4:58         |
| 17. | «All the Promises»             | Слэйтер, Стоун, Тейт                      | 5:10         |

## Участники записи
Участники группы
- Джефф Тейт — вокал
- Майкл Уилтон — гитара
- Майк Стоун — гитара, вокал
- Эдди Джексон — бас-гитара, вокал
- Скотт Рокенфилд — ударные

Дополнительные музыканты
- Джейсон Слэйтер — бас-гитара, дополнительные ударные, бэк-вокал
- Митч Доран — гитара, дополнительные ударные, бэк-вокал, MIDI-программирование на «I'm American»
- Aшиф Хакик — оркестровка, клавиши, гитара
- Мэтт Люсич — ударные
- Миранда Тейт — бэк-вокал на «The Hands»

Роли
- Ронни Джеймс Дио — Доктор Икс
- Памела Мур — Сестра Мэри

## Позиции в чартах
| Год  | Чарт                                | Позиция |
| ---- | ----------------------------------- | ------- |
| 2006 | Billboard 200 (USA)                 | 14      |
| 2006 | Billboard Top Internet Albums (USA) | 14      |
| 2006 | Swedish Albums Chart                | 18      |
| 2006 | Finnish Albums Chart                | 26      |
| 2006 | Norwegian Albums Chart              | 27      |
| 2006 | Oricon Japanese Albums Charts       | 27      |
| 2006 | Dutch Albums Chart                  | 35      |
| 2006 | German Albums Chart                 | 51      |
| 2006 | Swiss Albums Chart                  | 59      |
| 2006 | Ultratop Belgian Charts             | 97      |